# Legio VIII Augusta
Legio VIII Augusta ("Oitava Legião Augusta") foi uma legião romana criada por Pompeu, em 65 a.C., juntamente com a Legio VI Ferrata, a Legio VII Claudia e a Legio IX Hispana. Ela continuou em serviço contínuo no Império Romano por mais de 400 anos.

## História

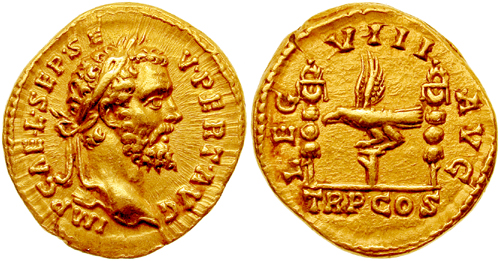
Áureo cunhado em 193 por Sétimo Severo para celebrar a VIII Augusta, uma das legiões apoiando a sua luta para conseguir tomar o império.

A Oitava foi transferida para a Gália Cisalpina por volta de 58 a.C. por Júlio César e marchou com ele durante as Guerras Gálicas. Em 49 a.C., bem no início da guerra civil entre César e Pompeu, a Oitava acompanhou César quando ele cruzou o Rubicão e invadiu a Itália. No final, a Oitava lutou com ele na Batalha de Farsalos. Ela também esteve no Egito quando a província foi capturada por César para Cleópatra. Em 46 a.C., a legião também tomou parte na Batalha de Tapso (onde atualmente é a Tunísia) pouco antes de ser desmobilizada.
Em 44 a.C., Augusto a reconstituiu a legião para ajudá-lo a tomar o controle absoluto do Império Romano. Esta lealdade conferiu à Oitava o cognome de Augusta. Ela também tomou participou da conquista romana da Britânia.
Em 69 d.C., o Ano dos quatro imperadores, logo após o suicídio de Nero, a Legio VIII Augusta tomou partido de Vespasiano, o novo imperador e, em seguida, ganhou um novo nome: "Primeira Legião Itálica". Ela participou também na supressão da Revolta dos Batavos, no ano seguinte. Ela também lutou na Pártia com Sétimo Severo (r. 193–211) e com os seus sucessores.
Os registros indicam que ela ainda estava ativa durante os primeiros anos do século IV na fronteira do Reno. Isto significa que a história da Legio VIII cobre mais de 400 anos de serviço quase contínuo. Em 371, ela estava baseada em Argentorato (Estrasburgo), na Germânia Superior, de acordo com uma inscrição. Posteriormente, o general romano Estilicão foi obrigado a transferir as legiões germânicas para a Itália para defendê-la contra a invasão dos visigodos.
De acordo com a Notitia Dignitatum, por volta de 420, uma unidade Octaviani estava sob o comando do mestre dos soldados da Itália. É provável que esta unidade seja a antiga Oitava, que era originalmente uma unidade comitatense que tinha sido promovida ao status de palatina.